# اترتا
اترتا (به فرانسوی: Étretat) یک کمون در فرانسه است که در Canton of Criquetot-l'Esneval واقع شده‌است.

## خصوصیات
اترتا ۴٫۰۷ کیلومترمربع مساحت و ۱٬۴۶۱ نفر جمعیت دارد و ۸ متر بالاتر از سطح دریا واقع شده‌است.

## نگارخانه

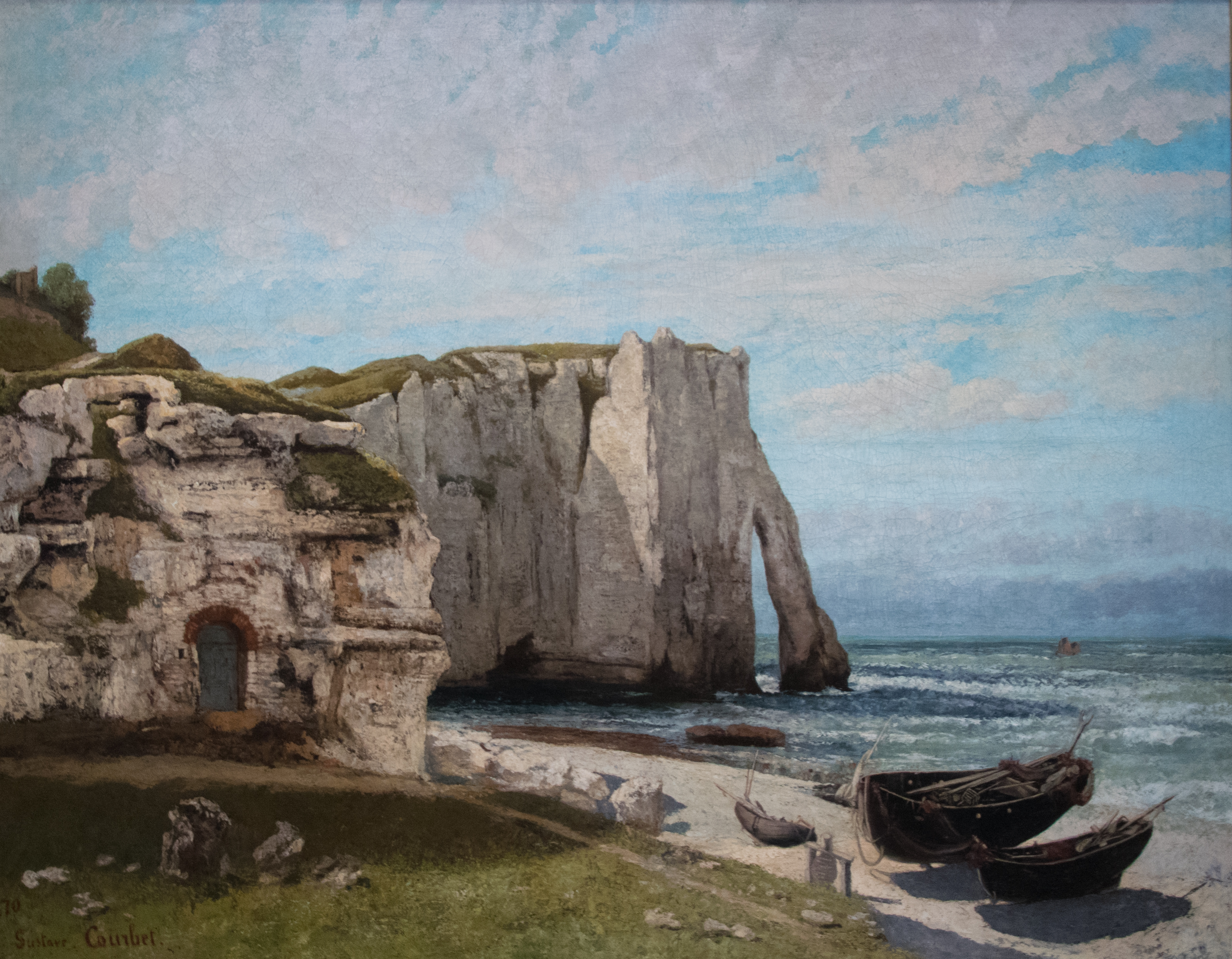
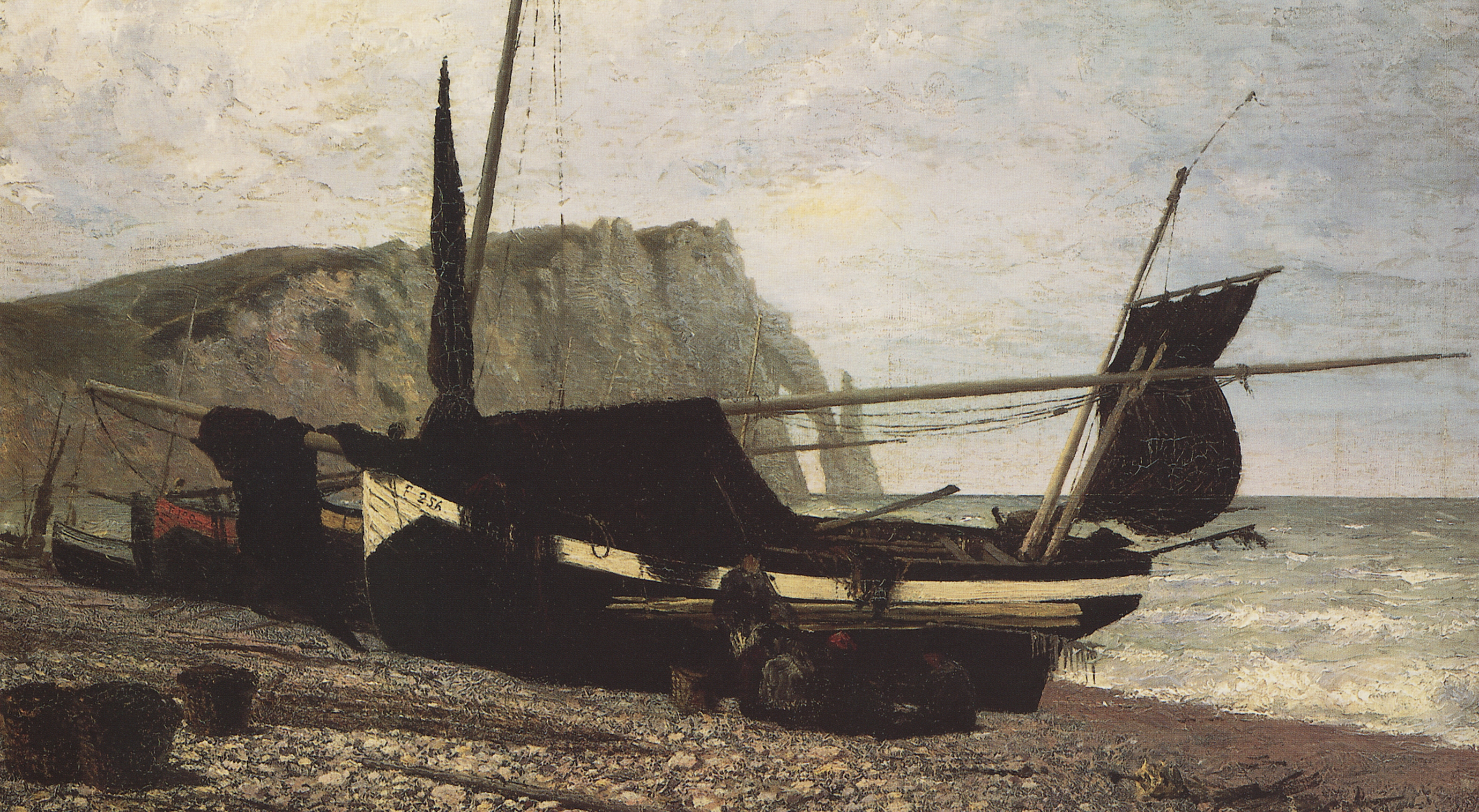
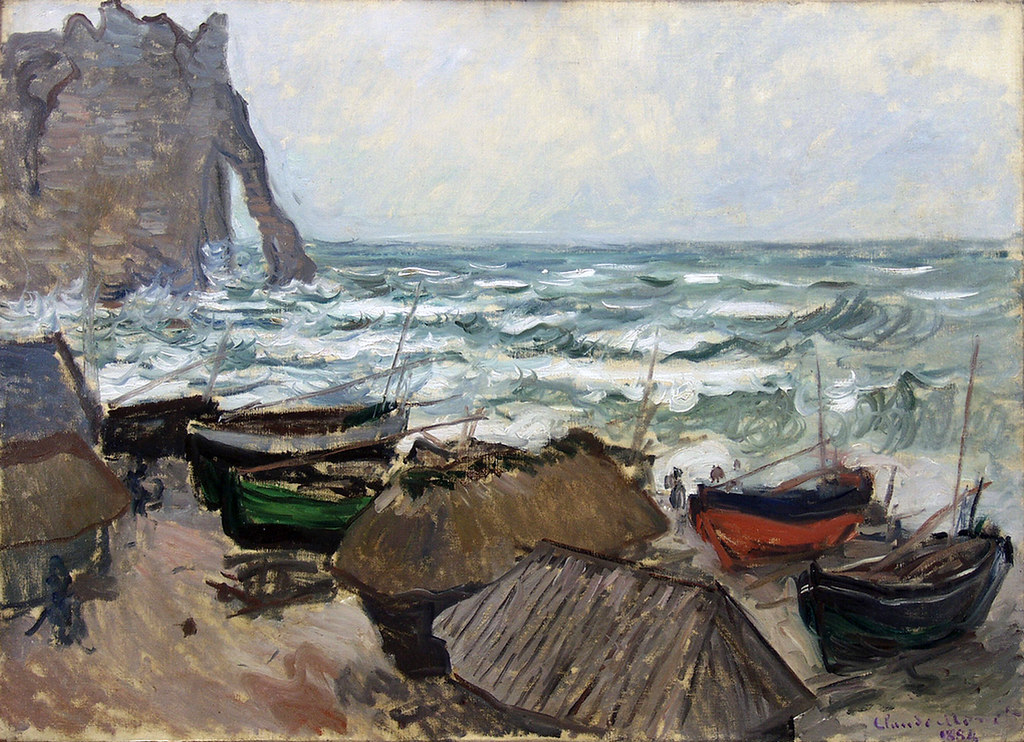